# Renault Midlum
Renault Midlum er en mellemtung lastbil produceret af Renault Trucks, som kunne leveres som ladvogn og som chassis. Modellen blev fra februar 2000 produceret på fabrikken i Blainville-sur-Orne og fra 2002 også hos Nordex S.A. ved Montevideo. I Oceanien blev modellen solgt af Renault Trucks' partner Mack Trucks under navnet Mack Midlum.

## Varianter
Midlum fandtes med 18 forskellige akselafstande og forskellige førerhusvarianter, heraf en version med dobbeltkabine. Den maksimale lasteevne var 13 tons.
Ud over 4×2 og 4×4-modeller kunne Midlum på bestilling også leveres i en 6×2-udgave med en tilladt totalvægt på 26 tons.

## Facelift
I 2006 fik Midlum et facelift (Phase II) og kunne nu leveres med 5- og 7-liters dieselmotorer fra 118 til 227 kW.
Den 100.000'ende Midlum blev produceret i 2010. Herefter fortsatte produktionen frem til 2013, hvor modellen blev afløst af Renault D-Truck.

## Renault Midlum Electrique
Fra 2011 fandtes Midlum også i en rent eldrevet udgave, som i Lyon blev købt og testet af flere forskellige firmaer. Midlum Electrique havde en tilladt totalvægt på 16 tons og en lasteevne på 5,5 tons. Elmotoren ydede 103 kW og havde en rækkevidde på 100 km. En opladning tog otte timer. Modellen var verdens første lastbil i denne størrelse drevet af en elmotor.

## Trivia
Den lastbil, som blev benyttet ved Massakren i Nice 2016, var en Midlum.